# Кріста Муленок
Кріста Муленок (ест. Krista Mulenok; нар. 26 липня 1977, Таллінн) — естонська підприємиця та громадська активістка, голова правління Естонської асоціації НАТО.

## Біографія
Захистила два ступені магістра: з права в Тартуському університеті в 2012 році та з ділового адміністрування в Талліннському технічному університеті в 2001 році.
Засновниця порталу Raamatpidaja.ee та журналу RP; обидва пізніше були придбані Äripää Kirjastus.
Кріста Муленок балотувалася як одноосібна кандидатка на виборах до Європейського парламенту в Естонії 2014 року та набрала 1265 голосів, або 0,4% від загальної кількості голосів.
Одружена, має двох дітей.